# السلهبى (القطن)
'

تعديل مصدري - تعديل

السلهبى هي إحدى قرى عزلة القطن بمديرية القطن التابعة لمحافظة حضرموت، بلغ تعداد سكانها 97 نسمة حسب تعداد اليمن لعام 2004.